# Horisme praemaculata
Horisme praemaculata là một loài bướm đêm trong họ Geometridae.